# Sematuridae
Sematuridae es una familia de polillas en el orden Lepidoptera que contiene dos subfamilias (Minet y Scoble, 1999).

## Taxonomía, systematica, e identificación
Son polillas grandes que vuelan tanto de día como de noche, normalmente con colas y similares a Uraniidae en aspecto general, (excepto los géneros Apoprogones, Anuropteryx y Lonchotura). La posición de esta familia no es segura entre Macrolepidoptera pero normalmente es considerada como un miembro de la superfamila Geometroidea, sin embargo la identidad de su pariente más cercano se encuentra bajo investigación utilizando ADN. Hasta tiempos recientes, muy poco se ha sido sabido sobre la biología de los Sematuridae (pero ver Sematurinae). Los "quetosematas" de Sematuridae tiene largas setas sobre los ojos compuestos, las antenas a menudo presentan un engrosamiento en la porción distal, carecen de órganos timpánicos, a pesar de que se considera una simplesiomorfía de los Geometroidea. Adicionalmente, hay otros caracteres diagnósticos en el abdomen (Minet y Scoble, 1999: 305-307; Holloway et al., 2001).

## Distribución
La subfamilia Apoprogoninae está representada por una sola especie en Sudáfrica mientras que Sematurinae está representada por aproximadamente 41 especies en el Neotrópico. Tal distribución aparentemente relictual podría relacionarse a la ruptura geológica de África y América del Sur, pero hasta ahora no hay ninguna evidencia para la edad de divergencia evolutiva de los representantes del Neotrópico y el Afrotrópico; además, el material genético nuevo es necesario para el taxón sudafricano así como para los géneros americanos Anurapteryx y Lonchotura para una aproximación molecular moderna a este problema si se desea tener éxito .